# 大浦城
大浦城（おおうらじょう）は、青森県弘前市賀田・五代にあった日本の城（平山城）。
別名:八幡城・大浦賀田城・西根の城。

## 概要
大浦光信が津軽進出の拠点として古館を改修、子の大浦盛信を置いたのが始まりで、その後、元和の一国一城令により廃城となった。現在は、弘前市立津軽中学校の敷地などになっている。城の規模は、東西500メートル、南北250メートルほど。
弘前市は2024年（令和6年）11月に大浦城跡の一部1万4千平方メートルの寄贈を受けており、これらの土地についても発掘調査を進める方針である。

## 歴史
文亀2年（1502年）、大浦光信により築かれる。大浦光信の子孫、大浦為則の婿養子である大浦為信の代になり、堀越城に本拠地が移ると、城番が置かれるだけになった。その後元和の一国一城令により廃城となったが、二の丸・本丸・西の丸の土塁は残された。弘前城の詰城としてその後も、西の丸には火薬庫（賀田塩硝御蔵）などが建てられた。

## 移築された建造物
大手門が弘前城三の郭北門（賀田門）として移築された。しかし現存していない。
台所は津軽氏の菩提寺である長勝寺の庫裡として移築、現存している（但し、柱の太さや風蝕の度合い・痕跡の調査などから、古い柱材を使用しながらこの場所で新たに建築されたものとみることができるとされている）。

## キャラクター
弘前城で行われた天守の曳家工事を契機として、2016年（平成28年）に弘前市が地域おこしキャラクターのロボット「超城合体タメノブーンV」を制作。タメノブーンVを構成する5機の城ロボのうち、大浦城は「オウラー」にあたる。